# Зайчино Ореше
Зайчино Ореше е село в Североизточна България. То се намира в община Нови пазар, област Шумен.

## География
Климатът е умерен с морско влияние. Около селото има горски масив и обработваема площ, подходяща за развитие на селско стопанство и животновъдство. Това дава предпоставка за развитие на този район. Близостта на град Варна и магистрала Хемус създава добри инфраструктурни връзки.

## История
Преди селото се е казвало Таушан Козлуджа. Таушан се нарича и един хълм в околността на селото. Има 14 моста и е много красиво. Около р. Крива река има много гъби, които са ядливи. Има и специална поляна за охлюви.

## Население
Численост на населението според преброяванията през годините:
| \| Година на преброяване \| Численост \| \| --------------------- \| --------- \| \| 1934 \| 944 \| \| 1946 \| 865 \| \| 1956 \| 797 \| \| 1965 \| 557 \| \| 1975 \| 472 \| \| 1985 \| 320 \| \| 1992 \| 316 \| \| 2001 \| 268 \| \| 2011 \| 205 \| \| 2021 \| 161 \| |           |
| Година на преброяване | Численост |
| 1934 | 944       |
| 1946 | 865       |
| 1956 | 797       |
| 1965 | 557       |
| 1975 | 472       |
| 1985 | 320       |
| 1992 | 316       |
| 2001 | 268       |
| 2011 | 205       |
| 2021 | 161       |

### Етнически състав

#### Преброяване на населението през 2011 г.
Численост и дял на етническите групи според преброяването на населението през 2011 г.:
|                     | Численост | Дял (в %) |
| Общо                | 205       | 100.00    |
| Българи             | 188       | 91.70     |
| Турци               | 6         | 2.92      |
| Цигани              | –         | –         |
| Други               | ?         | ?         |
| Не се самоопределят | ?         | ?         |
| Неотговорили        | 9         | 4.39      |

## Обществени институции
В селото има Клуб на пенсионера, Църковно настоятелство към православен храм „Св. Иван Рилски“ и читалище Христо Ботев. В църковно отношение селото е обгрижвано от ик. Димо Костов и прот. Андрей Стефанов, които живеят в гр. Нови пазар.

## Културни спортни и природни забележителности
Добре развита читалищна дейност с наличие на младежки танцов състав Младост и женска певческа група за автентичен фолклор и група за стари градски песни. Има футболен клуб „Герой“, представящ се твърде добре в аматьорската лига.

## Редовни събития
Всяка година на 1 ноември има сбор.

## Други
Към селото имат интерес от страна на чуждестранни инвеститори.